# Alejandro Heredia Miranda
Gerardo Alejandro Heredia Miranda (Lima, 1929 - m. Lima, 12 de julio de 2024) fue un entrenador y preparador físico peruano de fútbol. Su prolongada trayectoria incluye varios clubes del país, así como la selección nacional. Sus primeros pasos en la conducción técnica fueron con el Ciclista Lima a inicios de la década de 1960.
Como director técnico fue campeón de la Segunda División del Perú en 1968 con el Club Centro Deportivo Municipal. De esta manera logró el ascenso del equipo a la máxima categoría. También dirigió a la selección de fútbol del Perú en 1971, 1976 y 1981.

## Clubes

### Como entrenador
| Club                      | País | Año         |
| ------------------------- | ---- | ----------- |
| Ciclista Lima             | Perú | 1960 - 1961 |
| Mariscal Sucre            | Perú | 1961        |
| KDT Nacional              | Perú | 1962        |
| Porvenir Miraflores       | Perú | 1966        |
| Deportivo Municipal       | Perú | 1968        |
| Selección Peruana         | Perú | 1971        |
| Universitario de Deportes | Perú | 1972        |
| Deportivo Municipal       | Perú | 1975        |
| Selección Peruana         | Perú | 1976        |
| CNI de Iquitos            | Perú | 1977        |
| Defensor Lima             | Perú | 1978        |
| Coronel Bolognesi         | Perú | 1978 - 1979 |
| Universitario de Deportes | Perú | 1980        |
| Selección Peruana         | Perú | 1981        |
| CNI de Iquitos            | Perú | 1985 - 1986 |

### Como asistente técnico
| Club                      | País | Año         |
| ------------------------- | ---- | ----------- |
| Universitario de Deportes | Perú | 1964 - 1967 |
| Selección Peruana         | Perú | 1969 - 1970 |
| Selección Peruana         | Perú | 1973 - 1974 |

## Selección nacional

### Perú
En 1971 condujo al equipo nacional peruano en la Copa del Pacifico de ese mismo año. Allí compartió el trofeo con la selección chilena, ya que se dio un empate total en cuanto a puntos, diferencia de goles y tantos anotados y recibidos. En total dirigió 4 partidos, con fruto de una única victoria, un empate y dos derrotas.
En 1969 fue elegido para ser colaborador del brasileño Didí durante las eliminatorias a México 1970 e igualmente con el uruguayo Roberto Scarone en 1973.

#### Participación por partidos
| Selección | Copa         | Fecha      | Estadio                  | Rival    | Resultado |
| --------- | ------------ | ---------- | ------------------------ | -------- | --------- |
| Perú      | Amistoso     | 27-07-1971 | Centenario de Montevideo | Paraguay | 0-0       |
| Perú      | del Pacífico | 11-08-1971 | Nacional de Lima         | Chile    | 1-0       |
| Perú      | Amistoso     | 15-08-1971 | Defensores del Chaco     | Paraguay | 1-2       |
| Perú      | del Pacífico | 18-08-1971 | Nacional de Santiago     | Chile    | 0-1       |

## Palmarés

### Campeonatos internacionales
| Selección | Título            | Año  |
| --------- | ----------------- | ---- |
| Perú      | Copa del Pacífico | 1971 |

### Campeonatos nacionales
| Equipo              | Título                    | País | Año  |
| ------------------- | ------------------------- | ---- | ---- |
| Deportivo Municipal | Segunda División del Perú | Perú | 1968 |